# ニット・ザ・シティ

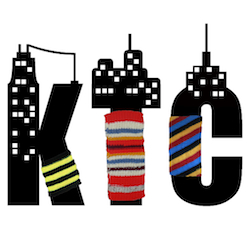
ロゴ（Knit the Cityの略）

ニット・ザ・シティ（英：Knit the City、略称KtC）は2009年設立の「グラフィティ編みもの」のストリートアーティスト集団で、イギリス・ロンドンを拠点とする。単純な平面の編み物 (コージー) を使った初期は「編み物の落書き（グラフィティ）」であったが、グラフィティ・ニットにあみぐるみの手法を取り入れ、棒針やかぎ針で生き物やオブジェを立体的に編んでは公共空間に発表する〈編み物語〉(あみものがたり) の元祖とされる。この手法はイギリス国外へと広がった。
アメリカで出版された書籍『Knit the City：A Whodunnknit Set in London』 (Deadly Knitshade 著) は海外出版が相次ぎ、2011年2月にドイツ語版 (Hoffmann Und Campe)、同年9月に英国版 (Summersdale Publishers) が上梓される。活動集団の歴史を追い、ストリートアートの作品例を紹介した。 
また活動として名称には「グラフィティ・ニット」ともヤーンボミングまたは「いたずら編み」とさまざまある。集団が目ざすところは「ロンドンの街を、さらにそこから飛び出して世界を編みゲリラすること、毛糸成分が欠落した世界をくすりと笑わせる編み物アートをもたらすこと」にあるとしている。 
ニット・ザ・シティの2009年2月時点の創設メンバーは作家名デドリー・ニットシェード Deadly Knitshade以下6人、同年後半にザ・ファスナー The Fastener が「毛糸の軍団」に加入して7人となる。翌2010年10月に2名が脱退、1人が活動停止、活動メンバー4名が残った。 
その後も集団としてグラフィティ・ニット活動を続けるのは、デドリー・ニットシェード、ザ・ファスナー、ショーナ・ザ・デッド、レディー・ループの4人組である。

## 活動歴
グループ創設の背景はユーモアに包んで語られ、取材を受けるたび物語の切り口を変えている。事実としては発起人デドリー・ニットシェード人物から、じきじきに勧誘されたメンバー5名が2009年2月に「街を編み物に変える」という使命を宣言する。発起人は後に、実体は著述家で手芸集団「スティッチ・ロンドン」（英語）の創設者ローレン・オファラレル Lauren O'Farrell であることが明かされた。
そもそもの出会いは集団を立ち上げる前で、オファレルが2007年に開いた募金イベントの「ロンドン・ライオン・スカーフ」と、もうひとつ独自に開かれたイベントであった。前者はオファラレル主催のスティッチ・ロンドンが取り組み、巨大な掛け物を編んでロンドンのトラファルガー広場にある著名なライオンの銅像をくるむという募金催事で、王立がん研究基金の活動資金を集める。後者はロンドンのサウスバンク地区をグラフィティ・ニットで彩ろうという企画で、アメリカから招いたニッタ・プリーズ (主催マグダ・セイエグ Magda Sayeg) とスティッチ・ロンドンが共同制作、「ガーディアン」紙のペリ・ルイス記者が協力し成功させた。

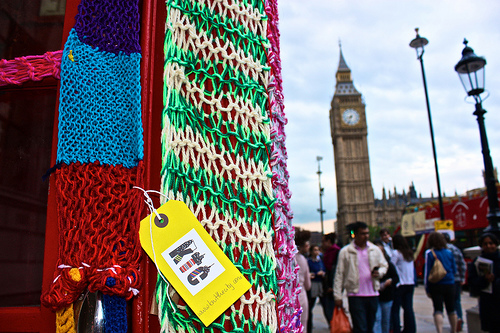
公衆電話ボックスを包み込むフェニックス・コージー (ニット・ザ・シティ制作、ロンドン議事堂広場)

集団の初期メンバーは集団名「毛糸戦隊」Yarn Corps を名乗った。実像を隠すため、各自、戦隊ヒーローのような作家名を使い、発起人の〈猛毒編み影〉以下、〈編み物忍者〉〈レディーループ〉〈死の切り傷〉〈青踏スティッチ〉〈紫裏目〉、そして〈ザ・ファスナー〉が2009年10月に加入する。 
集団の正体演出に際し、代表のデドリー・ニットシェードが造語「ヤーンストーム」(毛糸＋いたずら) を使いはじめ、同じ意味だが暴力性をはらむ「ヤーンボミング」(毛糸＋爆破) をさける。その後、このイギリス流の造語を多くのグループが採用し、2009年6月にはBBCニュースがメディアで初採用している。 
デドリー・ニットシェード代表はグラフィティ・ニットのコンセプトを「編み物語」と表現し、あみぐるみ技法を取り入れて棒針編みやかぎ針編みのキャラクターや生き物、オブジェを生み出したと広く認識されている。その最初の記録として2009年8月にロンドンのリークストリートで展開した「Web of Woe」があり、それ以降、コンセプトは世界中のグループに採用され、また全国ニュースの題材になった。
2009年8月末、ニット・ザ・シティは、前述の Twitter「ヤーンストーム生配信」を実行した初のグラフィティ・ニット集団になる。テーマは童謡オレンジとレモンの歌詞から拾い出した教会6棟という言葉で、6時間にわたり、ひたすら編んではつないでいく「オレンジとレモンの叙事詩」という動画をリアルタイムで配信する。 
2010年後半、3人のメンバー（Bluestocking、Ninja、Purl）がニット・ザ・シティを去った後も、集団は4人組として存続し、デドリー・ニットシェード代表が「ガーディアン」紙の取材を受けた「グラフィティ・ニットという流行病」という記事とともに、集団の作品が新聞に掲載されたほか、ITVの報道番組「ディス・モーニング」（英語）で紹介された。 
2011年4月、代表の著書のドイツ語版『Knit the City：Maschenhaft Seltsames (出版社 Hoffmann und Campe)（ドイツ語）刊行に合わせ、ニット・ザ・シティはベルリンでヤーンストームを行う。〈ニットゲリラ〉や〈ゲリラ編み〉をする集団という呼び方もされた。
またイギリス版『Knit the City：A Whodunnknit Set in London』は2011年9月に出版された (出版社サマーズデール)。

## アートとして
人でごった返す真昼の公共空間に設置するファイバーアートの各作品にはニット・ザ・シティが紙製や布製のタグを取り付け、集団のロゴやウェブサイトのアドレス、「盗んで告白しよう」というメッセージを伝えている。つまり一般の人々に作品を〈お持ち帰り〉するようにそそのかしているのである。 
活動当初の作品はロンドン市内のコヴェント・ガーデンにある木製の通行止めのウマに取り付けた単純な平たい「モチーフ編み」のコージー (カバー) 、ロンドンの議事堂広場にある公衆電話のボックスを手編みのコージーで巧みに包み込むと「フェニックス・コージー」と名づけ、大評判になる。
そこからの展開はリークストリートで発表した編み物語 (あみものがたり)「Web of Woe」へとつながると、全長13フィート (4.0 m)のクモの巣、それにからめとられる犠牲者をまさに「編み」出した。次の段階で舞台はロンドン市内各地に散りはじめる。童謡「オレンジとレモン」から発想を得て、歌詞のとおり教会6棟を巻き込み Twitter で初のヤーンストームを生配信する。サウスバンクのIMAX映画館の屋外ではティム・バートン監督による「不思議の国のアリス」のリメイク映画の上映を祝って、「不思議の国の壁」と名づけたインスタレーションを、また組曲「くるみ割り人形」のキャラクターでバレリーナの銅像を覆いつくすという企画はロイヤル・オペラ・ハウスで披露され、あるいはピカデリーサーカスに立つ銅像の地上7mの弓からは弦の代わりに、ニットのハートをいくつもつないで吊り下げた。
グループ展はテート・ブリテンで作品が展示され、イギリス以外のアートプロジェクトに参加してきた。ニットウェアの老舗ジョン・スメドレーには旗艦店の装飾を、コンピューターゲーム最大手企業の任天堂にはインスタレーションの制作を依頼された。

### 注
1. ↑  英語の表記は次のとおり。〈猛毒編み影〉Deadly Knitshade、〈編み物忍者〉Knitting Ninja、〈レディーループ〉Lady Loop、〈死の切り傷〉Shorn-a the Dead、〈青踏スティッチ〉Bluestocking Stitching、〈紫裏目〉The Purple Purl、〈ザ・ファスナー〉The Fastener[9]。
2. ↑  このとき、ボックスにカバーを取り付けているとロンドン警察の職務質問を受けたというが、写真を撮ったら取り外すと約束して作業を続けることができたという[17]。

## 関連資料
- Waterhouse, Jo. (2010) "Indie Craft."、イギリス : Laurence King. 序文 Faythe Levine（英語） (Handmade Nation)。
- Knitshade, Deadly. (2011) "Knit the city: A Whodunnknit Set in London."、イギリス : Summersdale。
  - Knitshade, Deadly. (2011) "Knit the city - Maschenhaft Seltsames."、ドイツ : Hoffmann und Campe。
- Karlin, Susan. Urban Graffiti Knitters Are the New, Cozier Christo and Jeanne-Claude、Fast Company、2011年3月29日。
- O'Farrell, Lauren. (2011). "Stitch London: 20 kooky ways to knit the city and more." Newton Abbot : David & Charles.
- Renata Tyszczuk (編著)、Joe Smith (編)、Melissa Butcher (編) (2012). "Atlas: Geography, Architecture and Change in an Interdependent World"、イギリス : Black Dog Publishing。建築系のオープン大学とシェフィールド大学、New Economics 財団との共同企画。
- O'Farrell, Lauren. (2013). "Stitch New York: 20 kooky ways to knit the city and more." Newton Abbot: David & Charles.
- Hardman, Michael, and Peter J. Larkham. (2014). "Unearthing the Unpermitted Movement". スイス : Springer, Cham. doi:10.1007/978-3-319-09534-9_3. ISBN 978-3-319-09533-2, 978-3-319-09534-9 社会学から見たストリートアート、公共空間の占拠